# Ojo de Agua de la Trinidad
Ojo de Agua de la Trinidad es una localidad del estado mexicano de Guanajuato. Es parte del municipio de Apaseo el Alto.

## Demografía
| Gráfica de evolución demográfica |
|                                  |

| Censo | Población |
| ----- | --------- |
| 1900  | 389       |
| 1910  | 227       |
| 1921  | 306       |
| 1930  | 398       |
| 1940  | 465       |
| 1950  | 674       |
| 1960  | 915       |
| 1970  | 1 196     |
| 1980  | 1 491     |
| 1990  | 1 949     |
| 2000  | 1 533     |
| 2010  | 1 408     |
| 2020  | 1 102     |